# Warren B. English

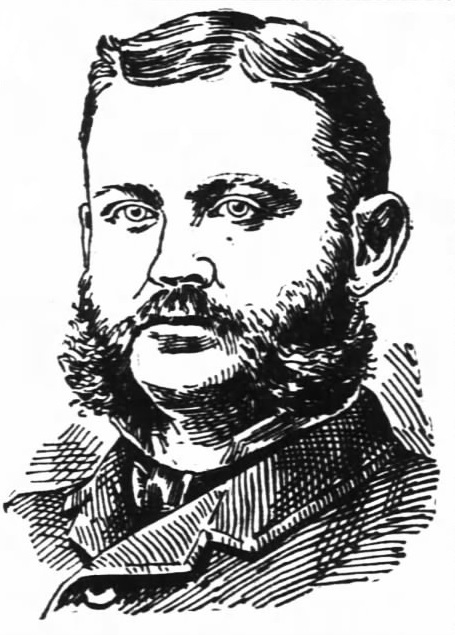
Warren B. English (1891)

Warren Barkley English (* 1. Mai 1840 in Charlestown, Jefferson County, Virginia; † 9. Januar 1913 in Santa Rosa, Kalifornien) war ein US-amerikanischer Politiker. In den Jahren 1894 und 1895 vertrat er den Bundesstaat Kalifornien im US-Repräsentantenhaus.

## Werdegang
Der im heutigen West Virginia geborene Warren English besuchte die öffentlichen Schulen seiner Heimat sowie die Charlestown Academy. Während des Bürgerkrieges diente er im Heer der Konföderation. Nach dem Krieg zog er nach Oakland in Kalifornien. In seiner neuen Heimat absolvierte er die California Military Academy. Danach begann er als Mitglied der Demokratischen Partei eine politische Laufbahn. Zwischen 1877 und 1881 gehörte er dem Kreisrat im Contra Costa County an; im Jahr 1882 wurde er in den Senat von Kalifornien gewählt. Im Juli 1884 war er Delegierter zur Democratic National Convention in Chicago, auf der Grover Cleveland als Präsidentschaftskandidat nominiert wurde.
Bei einer Kongressnachwahl unterlag English dem Republikaner Samuel G. Hilborn. Er legte aber gegen den Ausgang der Wahl Widerspruch ein. Als diesem stattgegeben wurde, konnte er am 4. April 1894 sein Mandat im Kongress antreten. Da er aber im Jahr 1894 gegen Hilborn verlor, konnte er bis zum 3. März 1895 nur die laufende Legislaturperiode beenden. Nach dem Ende seiner Zeit im US-Repräsentantenhaus arbeitete Warren English in der Immobilienbranche in Oakland. Seit 1905 befasste er sich im Sonoma County mit dem Weinbau. Er starb am 9. Januar 1913 in Santa Rosa und wurde in Oakland beigesetzt.